# Iver Axelsen Thott
Iver Axelsen Thott (død 1. oktober 1487), dansk og senere svensk rigsråd.
Han var søn af Axel Pedersen Thott og bror til Erik Axelsen Thott.
Han var måske væbner i 1442, men betegnes i 1444 som ridder og til Knabstrup (i Merløse Herred), en gård, som han sikkert har fået med sin hustru Margrethe Poulsdatter Laksmand.
I 1447 aftalte Axelssønnerne, at Iver og den ældre halvbror Åge i forening skulle styre den afdøde fars len Varberg; men at denne aftale er kommet til udførelse for Ivers vedkommende, vides der intet om.
I alt fald fra 1449 var han dansk rigsråd, i hvilken egenskab han i 1453 sammen med Claus Rønnov sluttede våbenhvile med Karl Knutsson i Vadstena og i Stockholm, ligesom han i 1454 fik fuldmagt til at deltage i et nyt møde med svenskerne i Rønneby og i 1455 forhandlede med dem i Vadstena. I 1452 havde han stiftet bekendtskab med dem ved kong Carls indfald i Skåne, da hans efter faderen arvede gård Herlev blev brændt af.
I 1464 døde broderen Philippus Axelsen Thott, der havde efterfulgt den ældre halvbror Oluf som leder af Gulland, og Iver, der samme år havde deltaget i et dansk gesandtskab til Preussen, overtog derefter, foreløbig som kong Christian 1.'s mand, Gulland, der havde været Olufs pant. Hvad der har bevirket, at Iver Axelsen på dette tidspunkt begyndte at nærme sig det svenske selvstændighedsparti vides ikke. Han fik i oktober 1465 en pavelig dispensation, som enke efter Magrethe og en senere hustru, Marine, datter af Torbern Bille, til at gifte sig med sin slægtning kong Carl Knutssons datter Magdalene. Det følgende efterår, på et unionsmøde i Nyköping, hvor han mødte som dansk repræsentant, fandt brylluppet sted, samtidig med at hans datter Beate blev gift med den daværende tilhænger af det svenske selvstændighedsparti Arvid Trolle.
På Nyköpingmødet besluttede svenskerne at indsætte Erik Axelsen som svensk rigsforstander, hvilket må have givet anledning til vrede eller mistillid fra Christian 1. vrede mod Axelssønnerne. I alle fald fratog kongen Philippus Axelsens arvinger Tranekær; men dette, bevirkede igen, at Erik og Iver sendte kongen deres opsigelsesbreve, Iver ved pinsetid 1467. Han sad nu som faktisk uafhængig hersker på Gulland i 20 år og befriede Erik i Stockholm i sommeren 1467. Deres og broderen Laurens’ gods i Danmark var da blevet tildømt kronen. Af ejendomme havde Iver Axelsen foruden Herlev Lillø Slot, ligeledes i Gers Herred, og af len Sølvitsborg samt Gers og Villand herreder og Væ by i pant. Kongen lod nu Sølvitsborg og Lillø belejre, og i september måtte soldaterne på Sølvitsborg overgive slottet. Lillø derimod holdt sig i vinteren 1467-68, og det lykkedes Iver i 1468 at bringe gården undsætning, men samme år erobrede kongens tropper Lillø, som blev nedrevet. De forsøg, som gjordes på at bringe et forlig i stand mellem kongen og Iver (ved møder i Halmstad 1468 og i Lübeck 1469), førte ikke til noget.
I marts 1468 på et møde i Ørebro havde svenske tilstedeværende rigsråder lovet, at når kong Carl døde, ville de have hans svigersøn Iver (der må formodes da at være svensk rigsråd) til deres høvedsmand, indtil hele rigsrådet kom sammen og blev enigt om en ny regent. I oktober 1469, da Carl Knutssons svenske modstandere atter rejste sig, blev Ivers hustru Magdalene og svigersøn Arvid Trolle m.fl. taget til fange i Vadstena af Erik Carlsson Vasa. Det følgende år døde Carl Knutsson, og på sit dødsleje havde han overdraget Sten Sture at forestå riget uden at tage hensyn til det løfte, som to år før var givet Iver Axelsen. Iver fik forskellige svenske len, således Stäkeborg. Gulland stillede han derimod ikke i afhængighed af Sverige; da hansestaterne klagede over de kaperier, som skete med udgangspunkt i Gulland, havde Carl Knutsson kort før sin død svaret, at han ingen magt havde på øen, som Iver holdt til kong Christians hånd, indtil han fik betalt, hvad Christian skyldte ham og hans nevøer, hvorefter han agtede at overgive den danske konge øen.
Ved fredsmødet i Kalmar 1472 mellem Danmark og Sverige bestemtes bl.a., at Iver Axelsen foreløbig skulle have Gers Herred, Væ og Villand Herred tilbage, indtil det kunne blive pådømt, hvorvidt disse len tilkom ham eller kongen, og en lignende dom skulle fældes om Sølvitsborg, uden at Iver dog skulle have dette len tilbage inden dommens afsigelse.
Iver var tilstede som svensk prokurator på de følgende Kalmarmøder i 1473, 1474 og 1476, men til trods for de i 1473 og 1474 fra dansk side gentagne løfter, så blev den dom, som var stillet i udsigt 1472, aldrig afsagt. I 1476 erklærede Iver overfor kong Christian, at han hidtil havde holdt Visborg til kongens og Danmarks krones hånd og også agtede at vedblive hermed i fremtiden, en erklæring, der ganske vist ikke fik praktisk betydning.
Han og broderen Erik søgte ligesom svenskerne at blande sig i Livlands anliggender, hvilket ligesom kaperiet vakte Hansestædernes vrede. I 1481 døde bror Erik efter at have overdraget slotslovene over sine omfattende finske len til brødrene Iver og Laurens. Sten Sture søgte at få lenene tilbage under kronen, og forhandlingerne førte i 1483 efter Laurens’ død til en overenskomst mellem Iver og Sten Sture, hvor Iver afstod Erik Axelsens finske len (Viborg, Tavastehus og St. Olofsborg) mod at få Borgholm med Øland for livstid og også Raseborg Len, som Laurens Axelsen selv havde haft, og som dennes børn nu skulle have ret til at beholde i et vist antal år efter Ivers død.
Et par måneder efter var Iver Axelsen som svensk sendebud ved et unionsmøde i Kalmar, ligesom han både i 1482 og 1484 deltog i møder mellem danske og svenske i den samme by.
Tilsyneladende søgte Iver at få sin svigersøn Arvid Trolle som rigsforstander i stedet for få Sten Sture, ligesom kaperierne og den selvstændige styring af lenene vakte vrede, hvorfor Sten Sture i 1487 belejrede Borgholm Slot, hvor Iver opholdt sig, ligesom han lod Stäkeborg og Raseborg omringe. Iver lykkedes i februar 1487 ved nattetid at slippe over til Visby i en båd, og bad da kong Hans om hjælp mod at love Gulland bort. En dansk flåde sejlede nu til Gulland, og slottet og øen kom uden vanskeligheder i kongens hænder; i juni hyldedes kong Hans i Visby af befolkningen, ligesom Iver aflagde troskabsed til ham og derpå blev taget til nåde igen.
Besætningen på Stäkeborg havde (formentlig i maj) måttet overgive slottet til Sten Sture, og også Raseborg overgav sig, og efter Visborgs overgivelse havde kong Hans et møde med Sten Sture, hvor Sture forpligtede sig til at give kongen Sverige, mens kongen til gengæld lovede, at Iver skulle overgive Sten Sture Øland og Borgholm.
Iver Axelsen søgte at unddrage sig denne forpligtelse, men kongen tvang ham, og Iver tog derpå med sin hustru Magdalene, der havde været på Borgholm lige til slottets overgivelse, ophold på Lillø. Han var nu en slagen mand; sin uafhængige stilling på Gulland, hvor kong Hans indsatte en anden lensmand, havde han mistet sammen sine svenske len; og at han har fået sine tidligere danske pantelen tilbage, ser det heller ikke ud til, ligesom han heller ikke igen blev optaget i det danske rigsråd. Han overlevede ikke længe sit nederlag; 1. oktober 1487 døde han, og 8 år senere, 1495 (omkring 24. august), fulgte hans hustru ham i graven.